# Центральний банк Ємену
Центральний банк Ємену (англ. Central Bank of Yemen) — центральний банк Республіки Ємен.

## Історія
У 1971 році в Північному Ємені на базі державного Комітету єменської валюти створений державний Центральний банк Ємену. У 1972 році в Південному Ємені створений державний Банк Ємену.
У 1990 році, після об'єднання двох держав, Центральний банк Ємену (північного) об'єднаний з Банком Ємену (південного) в єдиний Центральний банк Ємену.